# خيمياء

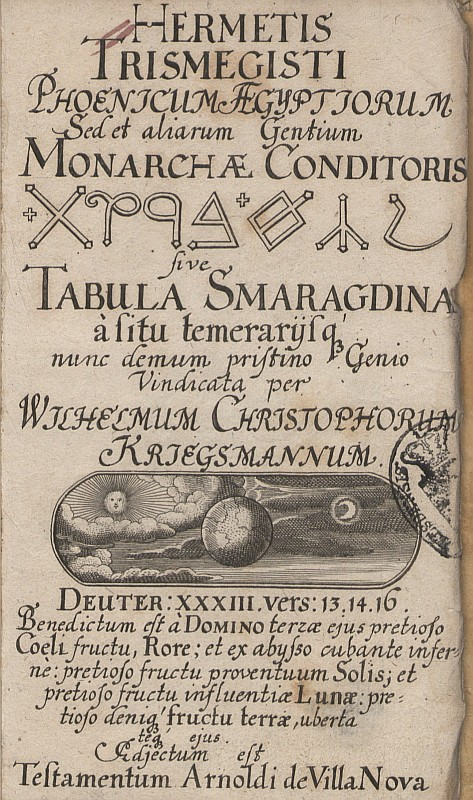
اللوح الزمردي، وهو نص مفتاح من الخيمياء الغربية، في طبعة في القرن 17.

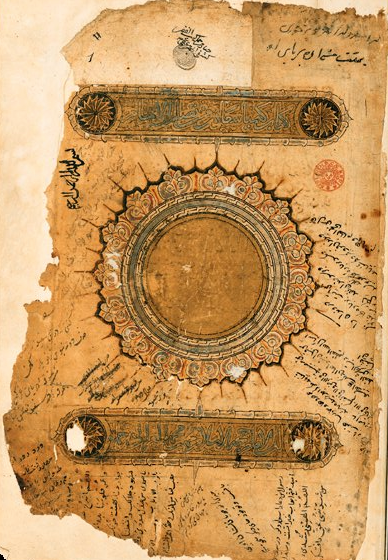
كيمياء السعادة، كتاب عن الفلسفة الإسلامية والكيمياء للفيلسوف الفارسي أبو حامد الغزالي (القرن الحادي عشر).

كانت الخيمياء فرعًا قديمًا للفلسفة الطبيعية، وتقليدًا فلسفيًا وأحد العلوم المبتدئة القديمة، كانت الخيمياء تمارس في أوروبا وأفريقيا وآسيا، ونشأت في مصر الرومانية في القرون الأولى.
حاول الخيميائيون تنقية وإنضاج بعض المواد والوصول بها إلى الكمال. كانت الأهداف المشتركة تشمل «الكريسوبويا»، وهو تحويل «الفلزات الوضيعة» (مثل الرصاص) إلى «فلزات نبيلة» (وخاصة الذهب)؛ ابتكار إكسير الحياة؛ خلق علاج شامل قادر على علاج أي مرض. وإنتاج "alkahest"، وهي مادة قادرة على إذابة أي مادة أخرى. كان يعتقد أن كمال الجسم البشري والروح ينتج عن الـ"Magnum opus"، وفي التقاليد الهلنستية والباطنية الغربية، ينتج بتحقيق الغنوسيس (الغنوص). في أوروبا، كانت فكرة ابتكار حجر الفلاسفة مرتبطة بشكل ما بجميع هذه الأهداف.
في أوروبا، بعد النهضة في القرن الثاني عشر والتي ساهمت فيها ترجمة الأعمال العلمية الإسلامية في العصور الوسطى وإعادة اكتشاف الفلسفة الأرسطية، لعب الخيميائيون دورًا مهمًا في العلوم الحديثة المبكرة (لا سيما الكيمياء والطب). طور الخيميائيون الإسلاميون والأوروبيون هيكلًا لتقنيات المختبرات والنظريات والمصطلحات والطرق التجريبية الأساسية، وبعضها لا يزال قيد الاستخدام حتى اليوم. ومع ذلك، واصلوا الإيمان بالمعتقد الذي يرجع إلى العصور القديمة (أربعة عناصر) واعتمدوا على استخدام الرمزية الخفية في أعمالهم. واسترشدت أعمالهم بالمبادئ الهرمسية المتعلقة بالسحر والأساطير والدين.
تنقسم المناقشات الحديثة حول الخيمياء إلى دراسة تطبيقاتها العملية الظاهرية وجوانبها الباطنية الروحية، على الرغم من أن بعض العلماء مثل هولميارد وفون فرانز يرون أنه ينبغي أن تعتبر تلك الأقسام مكملة لبعضها البعض. تتم دراسة القسم الأول من قبل مؤرخي العلوم الطبيعية الذين يدرسون هذا الموضوع من حيث الكيمياء المبكرة والطب والشعوذة، والسياقات الفلسفية والدينية التي حدثت فيها. يهتم مؤرخو التعاليم الباطنية وعلماء النفس وبعض الفلاسفة والروحانيين بالقسم الآخر. كان للموضوع أيضًا تأثير مستمر على الأدب والفنون. على الرغم من هذا الانقسام، الذي تعتقد فون فرانز أنه كان موجودا منذ نشوء التقاليد الغربية من مزيج من الفلسفة اليونانية التي كانت مختلطة مع تكنولوجيا مصر القديمة وبلاد ما بين النهرين، أكدت العديد من المصادر على تكامل المقاربات الباطنية والظاهرية للخيمياء منذ القرن الأول الميلادي.

على الرغم من أن الخيمياء مرتبطة لدى العامة بالسحر، إلا أن المؤرخ لورانس م. برينسيبي يقول إن الأبحاث التاريخية الحديثة كشفت أن الخيمياء التي تعود للقرون الوسطى والعصور الحديثة المبكرة قد احتضنت مجموعة أكثر تنوعًا من الأفكار والأهداف والتقنيات والممارسات:
ربما يكون معظم القراء على دراية بالعديد من الادعاءات الشائعة حول الخيمياء - على سبيل المثال... أنها أقرب إلى السحر، أو أن ممارستها سواء في ذلك الوقت أو الآن هي مضللة. هذه الأفكار عن الخيمياء لم تظهر سوى خلال القرن الثامن عشر أو بعده. على الرغم من أن تلك الأفكار قد تحتمل بعض الصحة ضمن سياق ضيق، إلا أن أياً منها لا يمثل وصفًا دقيقًا للخيمياء بشكل عام."

## أصل كلمة خيمياء
اختلف مؤرخو العلم حول أصل كلمة كيمياء، فمنهم من ردها إلى الكلمة اليونانية "(chumeia (χυμεία" التي تفيد السبك والصهر، ومنهم من أعادها إلى كلمتي «كمت kemt» و«شم chem» المصريتين ومعناهما الأرض السوداء (وذلك لارتباط علم الكيمياء قديماً بالسحر، مما ربط اسمها بالأسود -العلم الأسود). ومنهم من أرجعها إلى أصل عربي من الفعل كمى / يكمي (أي أخفى وستر)، وذلك لأن علم الكيمياء وقتها كان يحاط بالأسرار، فالمشتغل بهذا العلم لا يعلن عن سر مهنته. يقول الخوارزمي في كتابه مفاتيح العلوم:
«اسم هذه الصناعة، الكيمياء، وهو عربي، واشتقاقه من، كمي يكمى، إذا ستر وأخفى، ويقال، كمى الشهادة يكميها، إذا كتمها.»
لقد تأثرت الخيمياء العربية بالخيمياء اليونانية، وخاصة بكتب دوسيوس وبلنياس الطولوني الذي وضع كتاب «سر الخليقة». غير أن علوم اليونان في هذا المجال لم تكن ذات قيمة كبيرة لأنهم اكتفوا بالفرضيات والتحليلات الفلسفية.

## نبذة تاريخية
وفق السياق التاريخي، فإن الخيمياء هي السعي وراء تحويل المعادن الرخيصة إلى ذهب قيم.
وترجع أصول الخيمياء الغربية إلى مصر القديمة.فبردية ليدين إكس وبردية ستوكهولم إذا وضعتا مع البرديات الإغريقية السحرية يُكونون كتاب الخيمياء الأول.نظــَّــرَ الخيميائيون الإغريقُ والهنودُ أن العناصر البدائية أربعة (بدلا من ال117 عنصرا التي نعرفها اليوم. واستعارة قريبة من ذلك مثال أحوال المادة). اعتبرَ هؤلاء الخيميائيون أن العناصر الأساسية هي: الأرض والنار والماء والهواء. وفي سعيهم لإثبات نظريتهم أقدم الفلاسفة الإغريق على حرق خشبة، باعتبار أن الخشبة تمثل الأرض وأن اللهب الذي يحرقها هو النار، وأن الدخان الذي يرسله الاحتراقُ هو الهواء بينما السخام الباقي في الأسفل هو الماء الغالي. وبسبب هذا فإن الإيمان بأن هذه العناصر الأربعة هي أصل كل شيء بدأ في الانتشار سريعا، ولم يُستبدل إلا مع نظرية جابر بن حيان في القرون الوسطى بأن العناصر سبعة، والتي استعيض عنها في بداية العصر الحديث بالنظرية الحديثة للعناصر الكيميائية.

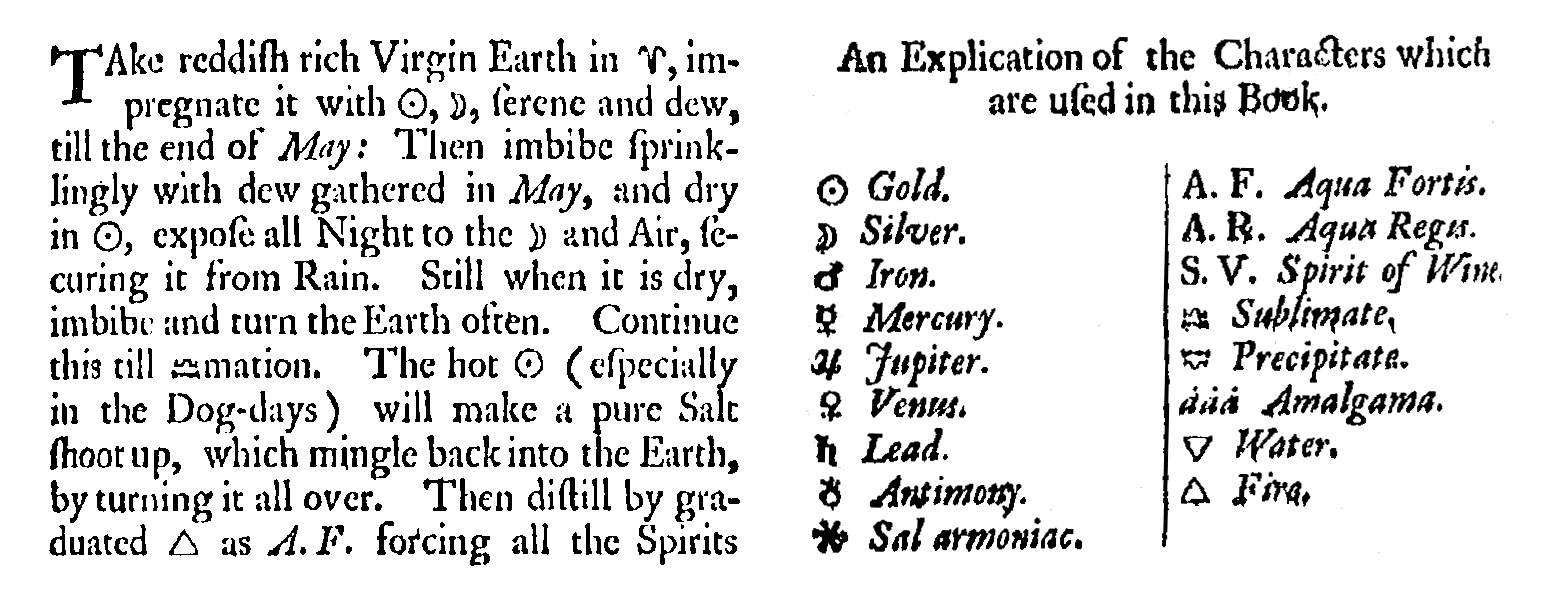
ورمزا لاستخلاص الرئيسية من القرن 17th كتاب عن الكيمياء القديمة. الرموز المستخدمة لديها واحد إلى واحد والمراسلات مع الرموز المستخدمة في حساب النجوم في ذلك الوقت.

تحوي الخيمياء العديد من التقاليد الفلسفية التي انتشرت على مدى 4 آلاف عام في ثلاثة قارات. وميلُ هذه التقاليد بشكل ٍعام إلى استخدام اللغة المشفرة والرمزية، يجعل تتبع آثارها المتبادلة وعلاقاتها الوراثية أمرا صعبا. بدأت الخيمياء في الاتضاح في القرن الثامن مع أعمال الخيميائي المسلم جابر بن حيان (المعروف لدى أوروبا بالجبر)، والذي قدم تناولا منهجيا واختباريا للبحث العلمي داخل المعمل، بخلاف الخيميائين الإغريقيين والمصريين القدامى الذين غالبا ما اتسمت أعمالهم بالرمزية.
بعض الخيميائين الآخرين: وي بويانغ في الخيمياء الصينية - خالد والرازي في الخيمياء الإسلامية - ناجاروجنا في الخيمياء الهندية - ألبيرتيس ماجناس وشبيه الجبر في الألكيميا الأوروبية - والمؤلف المجهول لكتاب «ميوتاس ليبر» الذي نشر في فرنسا في أواخر القرن السابع عشر، والذي كان كتابا بلا كلمات ادعى كونه دليلا لصناعة حجر الفلاسفة من خلال مسلسل 15 رمزا وصورة.كان يُنظرُ إلى حجر ٍالفلاسفة على أنه جسمٌ يضاعف قدرة الشخص في الخيمياء، ويحققُ الخلودَ والشباب الدائم لمستخدمه، ما عدا إن سقط ضحية ً للحرق أو الغرق. فقد كان المعتقدُ السائدُ أن النار والماء هما العنصران الأهم في صناعة حجر الفلاسفة.
ثمة فرق ٌ بين الخيميائين الصينييين والأوروبيين.فقد حاول الأوروبيون تحويل الرصاص إلى ذهب، ومهما بلغت معهم سمية العنصر أو عقم المحاولة، ظلوا يحاولون حتى قرار الحظر الملكي لاحقا في ذلك القرن. ولكن الصينيون لم يهتموا بحجر الفيلسوف أو تحويل الرصاص إلى ذهب، وإنما ركزوا على الطب من أجل تحقيق الصالح العام. وخلال عصر التنوير، استخدمت هذه المواد كإكسير شافٍ للأمراض، حتى استخدمت كدواء اختبار. أدت معظم التجارب عموما إلى الوفاة، ولكن مشروبات الإكسير الأكثر استقراراً خدمت أغراضاً كبيرة. على الجانب الآخر، اهتم الخيميائيون الإسلاميون بالخيمياء لأسباب شتى، سواء كان تحويل المعادن أو إنشاء الحياة الاصطناعية أو لاستخدامات عملية مثل الطب الإسلامي والصناعات الكيماوية.
وهذا مخطط مؤقت على النحو التالي:
1. الكيمياء القديمة المصرية (5000 عام قبل الميلاد—400 عام قبل الميلاد)، وهذه بداية الخيمياء.
2. الكيمياء القديمة الهندية  [لغات أخرى]‏ (1200 قبل الميلاد—الوقت الحاضر] [14]، وتتعلق بعلم المعادن الهندي؛ كان ناجارجونا أحد الخيميائيين المهمين.
3. الكيمياء القديمة اليونانية (332 قبل الميلاد—642 ميلادية)، ودرست بردية ستوكهولم في مكتبة الإسكندرية.
4. الكيمياء القديمة الصينية (142 ميلادي)، وي بويانغ يكتب «نسب الثلاثة».
5. الكيمياء القديمة الإسلامية [700—1400]، وكان المسلمون في طليعة الخيمياء والكيمياء في العصر الذهبي الإسلامي أو عصر النهضة الإسلامية.
6. الكيمياء الإسلامية [800—الوقت الحاضر]، الكندي وابن سينا يدحضون إمكانية تحويل المعادن والرازي يدحض أربعة من العناصر الكلاسيكية، والطوسي يكتشف قانون صيانة الكتلة.
7. الكيمياء القديمة الأوروبية (1300—الوقت الحاضر)، القديس ألبيرتوس ماغنوس يبني على أساس الخيمياءالعربية.
8. الكيمياء الأوروبية [1661—الوقت الحاضر)، بويل يكتب الكيميائي المتشكك، ولافوازير يكتب كتاب عناصر الكيمياء، ودالتون ينشر كتاب النظرية الذرية.

### في الهند
يصف أحد نصوص الألفية الثانية قبل الميلاد المعروف باسم فيدا الصلة بين الحياة الأبدية والذهب. وُثق استخدام الزئبق في الخيمياء لأول مرة في نص أرثاشاسترا في القرن الثالث أو الرابع قبل الميلاد. تشير النصوص البوذية التي تعود إلى الفترة الممتدة بين القرن الثاني والقرن الخامس ميلادي إلى تحويل المعادن الأساسية إلى الذهب. أدخلت غزوات الإسكندر الأكبر في عام 325 قبل الميلاد الخيمياء اليونانية إلى الهند القديمة والممالك التي تأثرت ثقافيًا بالإغريق مثل غاندارا، على الرغم من عدم وجود أدلة دامغة على ذلك.

أفاد الكيميائي والطبيب الفارسي في القرن الحادي عشر أبو ريحان البيروني -الذي زار ولاية كجرات باعتباره تابعًا لحاشية الملك محمود الغزنوي، بأنهم:
يمتلكون علم مشابه للكيمياء التي تُعتبر أمرًا غريبًا تمامًا بالنسبة لهم، ويسمى هذا العلم في اللغة السنسكريتية راساين وفي الفارسية راسافاتام. يعني فن الحصول على/ التلاعب بالراسا: الرحيق والزئبق والعصير. اقتصر هذا الفن على بعض العمليات والمعادن والعقاقير والمركبات والأدوية، التي احتوى الكثير منها على الزئبق باعتباره عنصرًا أساسيًا فيها. أعادت مبادئ هذا الفن الصحة إلى أولئك المرضى الميؤوس من شفائهم وأعادت روح الشباب إلى كبار السن.
تضمنت أهداف الخيمياء في الهند إنشاء جسد إلهي (بالسنسكريتية: ديفيا- ديهام) والخلود في أثناء التجسد (بالسنسكريتية: جيفان- موكتي). تتضمن النصوص الخيميائية السنسكريتية الكثير من النصوص حول التلاعب بالزئبق والكبريت، ومجانستها مع السائل المنوي للإله شيفا ودماء حيض الإلهة ديفي.
تعود أصول بعض الكتابات الخيميائية المبكرة إلى مدارس كاولا التانترية المرتبطة بتعاليم شخصية ماتسيندراناث. عُثر على كتابات مبكرة أخرى في أطروحة جاينا الطبية كالياناكاراكام أوف أوغراديتيا، المكتوبة في جنوب الهند في أوائل القرن التاسع.
كان كل من ناغارجونا سيدا ونيتياناثا سيدا من المؤلفين الخيميائيين الهنديين المشهورين في وقت مبكر، إذ كان ناغارجونا سيدا راهبًا بوذيًا. يُعتبر كتابه ريسيندرامانغلام مثالًا عن الخيمياء والطب الهندي. كتب نيتياناثا سيدا كتاب راساراتناكارا، الذي يُعتبر أيضًا عملًا مؤثرًا للغاية. تُترجم كلمة راسا السنسكريتية إلى «الزئبق»، وقيل إن ناغارجونا سيدا قد طور طريقة لتحويل الزئبق إلى ذهب.
تناول كتاب ديفيد جوردون وايت الجسد الخيميائي دراسة حول الخيمياء الهندية. كتب وايت مجموعة من المراجع الحديثة حول الدراسات الخيميائية الهندية.
حُللت محتويات 39 بحثًا خيميائيًا سنسكريتيًا بالتفصيل في تاريخ الأدب الطبي الهندي للمؤلف غيريت جان مولينبيلد. قدمت مناقشة هذه الأعمال في تاريخ الأدب الطبي الهندي ملخصًا لمحتويات كل عمل وميزاته الخاصة -وحيثما أمكن- الأدلة المتعلقة بتأريخه. يقدم الفصل الثالث عشر من تاريخ الأدب الطبي الهندي -تحت عنوان أعمال مختلفة حول راساشاسترا وراتناشاسترا (أو أعمال مختلفة حول الخيمياء والأحجار الكريمة) - تفاصيلًا موجزةً عن 655 بحثًا آخرًا. يقدم مولينبيلد ملاحظات حول محتويات وأصول هذه الأعمال في بعض الحالات؛ في حين يُشار فقط إلى المخطوطات غير المنشورة لهذه العناوين في حالات أخرى.
ما يزال هناك الكثير لاكتشافه حول الأدب الخيميائي الهندي. لم يُدرج بعد محتوى المجموعة الخيميائية الأساسية السنسكريتية الكاملة (2014) بشكل كاف في التاريخ العام الأوسع للخيمياء.

## الخيمياء في العصور القديمة
يمكن اعتبار الكيمياء الصينية أقدم المعارف الكيميائية، لكن لا يزال السؤال غامضاً عن صلة الوصل بين الكيمياء الصينية والكيمياء المصرية القديمة، حيث ذكر عن كاتب صيني قديم يرجع عهده إلى سنة 330 ق. م أنه حرّر عن الفلسفة التاتوئية والسيمياء، والأخيرة تحتوي على كيفية تحويل المعادن إلى معادن ثمينة، وكيفية الحصول على إكسير الحياة، تلك المادة التي باعتقادهم تطيل الحياة وتمنع الموت.
وقد قال ابن النديم أنه زعم أهل صناعة الكيمياء، وهي صناعة الذهب والفضة من غير معادنها، أن أول من تكلم عن علم الصنعة هو هرمس الحكيم البابلي المنتقل إلى مصر عند افتراق الناس عن بابل، وإن الصنعة صحّت له، وله في ذلك عدة كتب، وإنه نظر في خواص الأشياء وروحانيتها.
وزعم الرازي أن جماعة من الفلاسفة عملوا في الخيمياء مثل: فيثاغورس وديموقراط وأرسطاليس وجالينوس وغيرهم، ولا يجوز أن يسمى الإنسان فيلسوفاً إلا أن يكون له علم بالخيمياء.
وقال آخرون أن علم الكيمياء (قديماً) كان بوحي من الله عز وجل إلى موسى بن عمران (قصة قارون).

## الخيمياء بوصفها علماً فلسفياً وروحياً

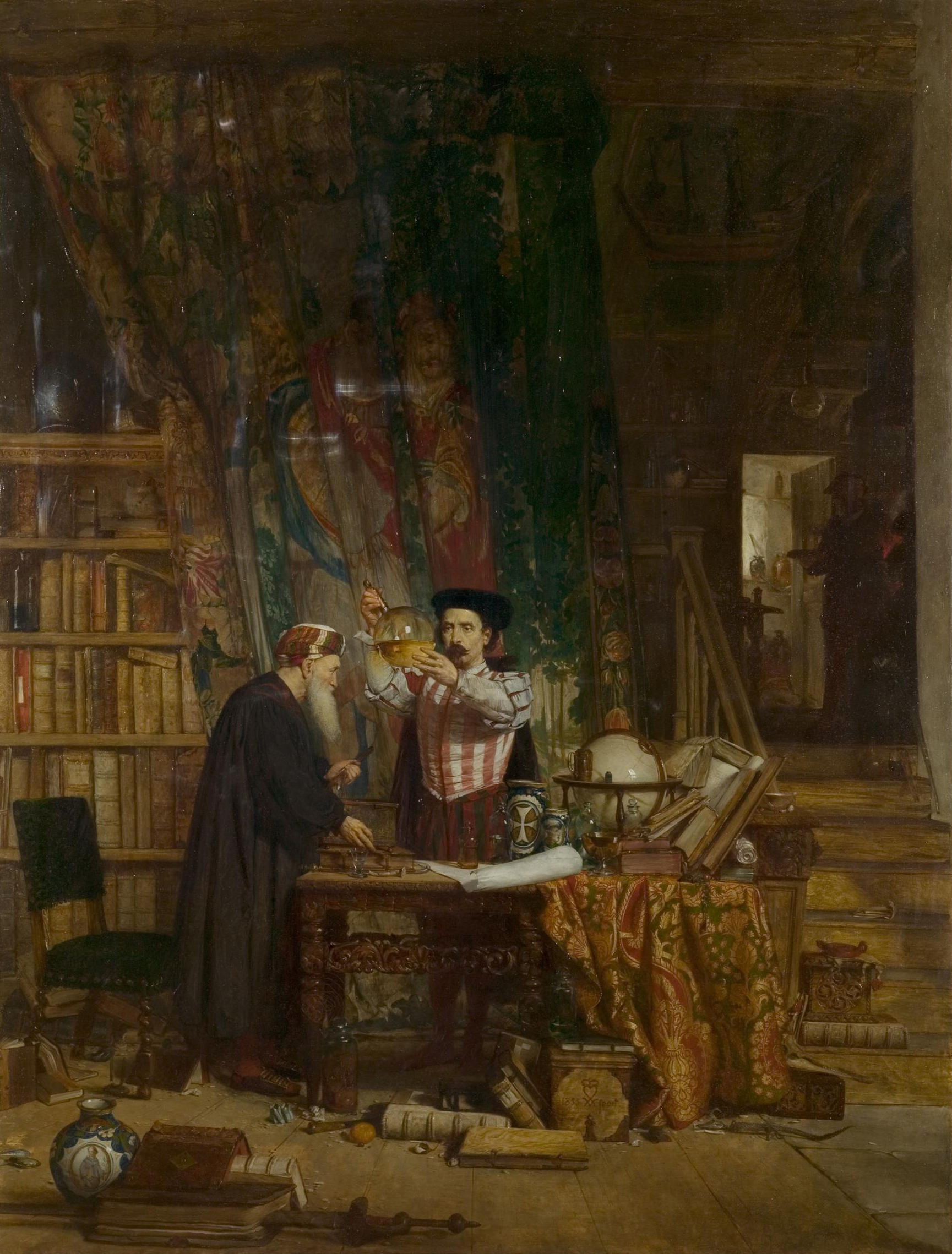
"Renel فإن Alchemist"، والسير ويليام دوغلاس، 1853

عـُـرفت الكيمياء القديمة بفن السباجيريك. وتأتي كلمة «سباجيريك» نتيجة ًلضم كلمتين إغريقيتين تفيدان معني الفصل والوصل. ربما يكون باراقيلساس هو أول من اختار هذه اللفظة، والتي يتشابه معناها مع إحدى الإملاءات اللاتينية في الكيمياء: SOLVE ET COAGULA والتي تعني: قم بالفصل ثم الوصل (أو قم بالإذابة ثم التخثير).
أشهرُ الأهداف التي عرفناها عن عمل الخيميائيين:
1. تحويلُ مختلفِ المعادنِ إلى ذهب (المعروف بعلم الكريسوبويا) أو فضة (و هو علم الخيمياء النباتية أو السباجيريك، وهو أقل شهرة من العلم الأول).
2. تخليق ال«باناكيا» أو إكسير الحياة، والذي اُدعيت قدرته على منح الحياة الأبدية الخالية من الأمراض.
3. اختراع المادة المذيبة الشاملة.
لم تكن هذه الأهداف الوحيدة لعلم الخيمياء، ولكنها أهدافٌ نالت قدراً أكبر من التوثيق والشهرة. ترى بعضُ المدارس السحرية أن تحويل الرصاص إلى ذهب هو قياسٌ تمثيلي لتحويل الهيئة المادية (ككوكب زحل المُمَثل بالرصاص) إلى الطاقة الشمسية (المُمَثلةِ في الذهب)، وأن الهدف من هذا التحويل هو تحقيق الخلود. ويوصف هذا المفهوم بالخيمياء الداخلية. استثمر الخيميائيون العرب والأوربيون بدءا من العصور الوسطى الكثير من الجهد في البحث عن حجر الفلاسفة، وهي مادة أسطورية اعتقدوا أنها عنصرٌ أساسي لتحقيق أحد الهدفين أو كليهما. لقد نال الخيميائيون قدراً متناوباً من الاضطهاد والدعم خلال القرون. فعلى سبيل المثال، أصدر البابا يوحنا الثاني والعشرون مرسوماً ضد التزييف الخيميائي في عام 1317، ولذا قام السيستركيون بحظر ممارسة الخيمياء بين أعضائهم. وفي عام 1403 قام هنري الرابع ملك إنجلترا بحظر ممارسة الخيمياء، وفي أواخر ذلك القرن قام بيرس (الرجل الحارث) وشوسر برسم صور مسيئة تظهر الخيميائيين كلصوص وكذابين. على النقيض من ذلك، فإن رودولف الثاني في أواخر القرن السادس عشر، وهو إمبراطور روماني مقدس، كان يرعى عدداً من الكيميائيين لدى عملهم في بلاطه الكائن في براغ.
يفترض بعض الناس أن الخيميائيين قدموا مساهمات فائقة للصناعات «الكيميائية» الحديثة مثل تكرير العناصر الخام، وصناعة المعادن، وإنتاج البارود والحبر والأصباغ والدهانات ومواد التجميل، ودباغة الجلود، والخزف، وصناعة الزجاج، وإعداد المستخلصات والمشروبات الروحية، وما إلى ذلك. ويبدو أن إعداد ما يسمى «أكوا فايتا» (أو مياه الحياة) كان «تجربة» ذات شعبية ٍبين الخيميائيين الأوروبيين. ولكن في الواقع، على الرغم من مساهمة الخيميائيين في تقديم التقطير لغرب أوروبا، فإن الخيميائين لم يقدموا الكثير لأي صناعة معروفة. فعلى سبيل المثال، كان عمال الذهب قد أجادوا معرفة جودة المشغولات الذهبية لفترة طويلة قبل وجود الخيميائيين. كما اعتمد تقدم التكنولوجيا الصناعية على عمل الحرفيين أنفسهم في هذه الصناعات أكثر مما ناله من مساعدة الخيميائين.

يسجل التاريخ أن العديد من الخيميائين المتقدمين (كزوسيموس بانوبوليس) نظروا إلى الخيمياء باعتبارها تجربة ًروحية، وأن النواحي الميتافيزيقية في الخيمياء تم اعتبارها الأساس الحقيقي لهذا الفن. أيضا، تم اعتبار الحديث ِعن المواد الكيميائية العضوية وغير العضوية والهيئات المادية وعمليات المواد الجزيئية، مجرد استعارات ٍ للحديث عن المدخلات والهيئات الروحية التي تؤدي في نهاية المطاف إلى الحديث عن التحولات. وبهذا الأصل في الحسبان، فإن المعاني الحرفية للصيغ والمعادلات الخيميائية كانت عمياء ظاهراً، تخبيء وراءها فلسفة روحية باطنة تخالف كنيسة القرون الوسطى المسيحية. ولذلك كان من الضروري إخفاؤها لعدم التعرض لمحاكم التفتيش بتهمة الهرطقة. وهكذا فإن مفهوم تحويل المعادن إلى ذهب ومفهوم الباناكيا العالمية مفهومان يرمزان إلى التحول من حالة ناقصة مريضة وقابلة للفساد والزوال إلى حالة كاملة صحيحة خالدة وغير قابلة للفساد. ولذا مثــَّـل حجرُ الفيلسوف المفتاح السحري لتحقيق هذا التحول. وبتطبيق هذا على الخيميائي نفسه، فإن هذا الهدفَ المزدوج يرمز إلى التحول من الجهل إلى التطور والتنوير، بينما يمثـِـلُ الحجرُ الحقيقة أو الطاقة الروحية الخفية التي من شأنها أن تؤدي إلى هذا الهدف. ونحن نجد أن الرموز الخيميائية والرسوم التوضيحية والصور النصية الخفية في النصوص التي كتبها الخيميائيون المتأخرون (بصياغة تتفق مع الرأي المسبق) تحتوي على طبقات متعددة من المعاني والمجازات والإشارات إلى أعمال ٍ أخرى لا تقل في ألغازها، ويجب أن «تفك شفرتها» بمشقة لاكتشاف معانيها الحقيقية. ويوضح باراقيلساس بجلاء في كتابه «التعليم الخيميائي»، أن استخدامه لأسماء المعادن مجرد استخدام رمزي:

سؤال: عندما يتحدث الفلاسفة عن الذهب والفضة التي يستخرجون منها المادة، هل يفترض أن نظنهم يتحدثون عن الذهب والفضة المألوفين؟
جواب: على الإطلاق. فالفضة والذهب المألوفان ميتان، أما فضة الفلاسفة وذهبهم فملأوان بالحياة.

### علم النفس
استخدم علماء النفس والفلاسفة الرموز الخيميائية في بعض الأحيان. ومثال ذلك كارل يونغ الذي أعاد دراسة الرمزية الخيميائية ونظريتها وبدأ يـُـظهر أن المعنى الداخلي للعمل الخيميائي أشبه بالطريق الروحي. لقد تمتعت الفلسفة الخيميائية ورموزها وطرقها بإعادة إحياء بمظهر السياقات الحديثة.
و قد رأى يونغ أن الخيمياء بادرة نفسية غربية تحاول تكريس إنجاز الفردية. فكانت الخيمياء في تفسيره المَــركبَ الذي أبقى الروحية حية رغم المحاولات العديدة لإزالتها في عصر النهضة الأوروبية. وهذا المفهوم أيده فيه آخرون لاحقا، كستيفن هولر.على هذا الأساس فقد رأى يونغ أن الخيمياء تماثل اليوجا الشرقية، غير أن الخيمياء أنسبُ للعقل الغربي من ديانات الشرق وفلسفاته.لقد بدا أن ممارسة الخيمياء تغير عقل الخيميائي وروحه.على العكس من ذلك، ظهر أن التغييرات التلقائية في عقل الإنسان الغربي تقدم (أحيانا) صورا يعرفها الكيميائي وتتناسب والحالة الشخصية للأفراد، عندما يختبرون مرحلة مهمة في الفردية.
وقدم تفسير يونغ للنصوص الخيميائية الصينية (في ضوء علم النفس التحليلي) مقارنة ً بين التصاوير والمفاهيم الأساسية للخيمياء الشرقية وتلك الغربية، وسمح بذلك تحديد مصادرها الداخلية (أمثلتها).

### العمل العظيم (ماجنام أوباس)
العمل العظيم ؛ التفسير الصوفي لمراحل الخيمياء الأربعة:
- مرحلة نيجريدو (بيوتريفاكتو)، اسوداد (تعفن): فساد، تذويب، فردية، انظر أيضا الشموس في الخيمياء – سول نيجر.
- مرحلة البياض، تبييض: تنقية الشوائب؛ القمر والأنثى.
- مرحلة سيترينيتاس، اصفرار: الروحنة، التنوير: الشمس، الذكر.
- مرحلة روبيدو، الاحمرار: توحيد الإنسان والإله، توحيد الفاني واللامحدود.

مال كثير من الكتاب بعد القرن الخامس عشر إلى دمج مرحلة سيترينيتاس (الاصفرار) بمرحلة روبيدو (الاحمرار)، واعتبروا وجود ثلاثة مراحل فقط.
ولكن مرحلة الاحمرار هي مرحلة الزواج الكيميائي، والتي تنتج الزئبق الفلسفي الذي لا يمكن تحقيق حجر الفلاسفة (وهو غاية العمل) إلا به.
تم تخليق ساكرم موليكيولي (أو الكتل المقدسة) باستخلاصها من ساكرم بارتيكيولي (أو الأجسام المقدسة) داخل ماجنام أوباس (العمل العظيم). واحتيج إلى ذلك حتى نصل لإنتاج أعظم ما أبدع.

## الخيمياء القديمة باعتبارها موضوعا للبحث التاريخي
أصبح تاريخ الخيمياء مجالا أكاديميا نشطا، وذلك لأن اللغة السحرية الخفية للخيميائيين بُديء في فك شفرتها. وأصبح المؤرخون أقدر على استيعاب الوصلات الفكرية بين هذا الفن وغيره من فنون التاريخ الثقافي الغربي، كعلم الاجتماع وعلم النفس لدى المجتمعات الفكرية ومفاهيم القبلانية والروحية والروزيكروشية والحركات الصوفية الأخرى، إضافة إلى الكتابة الشيفرية وأعمال السحر وتطور العلم والفلسفة.

## اتصالات حديثة بالخيمياء
كانت الخيمياء الإسلامية سابقة ومقدمة للكيمياء العلمية الحديثة. وقد استخدم الخيميائيون كثيرا من الأدوات المخبرية التي تستخدم اليوم. لكنها لم تكن قوية أو في حالة جيدة في أغلب الأحوال، وخصوصا خلال فترة العصور الوسطى في أوروبا. وقد باءت العديد من المحاولات لتحويل المعادن بالفشل عندما أساء الخيميائيون الفعل وقاموا بإنتاج مواد كيميائية غير مستقرة. وتفاقمت هذه المشكلة نتيجة للظروف غير المأمونة.
اعتبرت الخيمياء علما جادا في أوروبا حتى دخول القرن السادس عشر. فعلى سبيل المثال خصص إسحاق نيوتن أكثر كتاباته لدراسة الكيمياء القديمة (انظر دراسات إسحاق نيوتن المجهولة) أكثر مما فعل مع علم البصريات أو علم الفيزياء (الذي هو شهير بسببه). هناك خيميائيون بارزون آخر وُجدوا في العالم الغربي منهم: روجر بيكون، والقديس توما الأكويني، وتايكو براه، وتوماس براون، وبارميجيانينو. بدأ الانخفاض في علم الخيمياء في القرن الثامن عشر، لدى ولادة علم الكيمياء الحديثة، والتي وفرت إطارا أكثر دقة وموثوقية فيما يتعلق بتحويل المعادن والدواء، وتناسبت مع تصميم ٍ أكبر للكون على أساس المادية العقلانية.

### الكيمياء القديمة في مجال الطب التقليدي
تقوم الأدوية التقليدية بعمليات التحويل عن طريق الخيمياء، من خلال علم العقاقير أو عن طريق استخدام مجموعة من التقنيات الدوائية والروحية. ففي الطب الصيني تستخدم تقاليد باوزي الخيميائية لتحويل طبيعة درجات الحرارة، والذوق، وأجزاءالجسد والسمية. وفي أيورفيدا تـُـستخدم السامسكاراس في تحويل المعادن الثقيلة والأعشاب السامة بطريقة تزيل عنها السمية. وتستخدم هذه العمليات بشكل فعال إلى يومنا هذا.

### التحويل النووي
في عام 1919، قام ارنست روثرفورد باستخدام التفكيك المصطنع لتحويل النتروجين إلى الأوكسجين. ومنذ ذلك الحين، وهذا النوع من التحويل العلمي يُستخدم بصورة روتينية في كثير من المختبرات والمرافق ذات الصلة بالفيزياء النووية، مثل مراكز معجلات الجسيمات، ومحطات توليد الطاقة النووية ومنشئات الأسلحة النووي.

### في الأدب
مسرحية بن جونسون «الخيميائي» هي مسرحية ٌ ذات طابع ٍ ساخر ومتشكك بشأن الخيمياء.
والجزء الثاني من كتاب «فاوست» للكاتب جوته، مليئ ٌ بالرمزية الخيميائية.
ووفقا لكتاب القصص الخيالية السحرية: الخيمياء والسخرية في الرواية (دار نشر جامعة كيل، 1995) والذي ألفه ديفيد ميكين، فإن الكيمياء القديمة تظهر في روايات لكتاب منهم: وليم غودوين، وبيرسي شيلي، واميل زولا، وجولز فيرن، ومارسيل بروست، وتوماس مان، وهيرمان هيس، وجيمس جويس، وغوستاف ميرنك، وليندساي كلارك، ومارغريت يورسنار، وأمبرتو إيكو، وميشال بيوتور، وباولو كويلو واماندا كويك.

### في الثقافة الشعبية
استخدم موضوع الكيمياء على نطاق واسع في العديد من الرسوم والكتب المصورة، ويتم ذلك غالبا على شكل قوى فائقة يمتلكها أبطال القصة. في مجلة الرسوم اليابانية خيميائي الفولاذ، يتم التعامل مع أفكار الخيمياء وعمليات تحويل المعادن على أنها من العلوم، ويتم خلط ذلك مع السحر بطريقة مفهومة تماما ومناسبة للاستعمال مع المعرفة السليمة. تشير المجلة المصورة إلى التكافوء أو التبادل المتكافيء الذي يسمح للخيمياء بالعمل. وفي المجلة اليابانية الأخرى بوسو رينكين، تستخدم الخيمياء في المقام الأول كوسيلة للحصول على الطاقات الفائقة، لكنها لا تحمل شبها «فعليا» مع الخيمياء القديمة.
كما تٌستخدم الخيمياء في العديد من ألعاب الفيديو:
- في لعبة «عالم من ألاعيب الحروب» (World of Warcraft) الخيمياء هي مهنة يمكن لشخصية اللاعب تعلمها لتجهيز جـُـرَع ٍ وقواريرَ خاصة تـُـستخدمُ من أجل إضافة نقاط إلى إحصاءات اللاعب لفترة زمنية محددة، وعادة ما يكون ذلك أثناءالتحضير للمعارك.
- في لعبة سيكريت أوف إيفرمور، وهي لعبة فيديو من قسم أمريكا الشمالية لشركة سكوير، تحلُ الكيمياءُ محل النظام السحري العادي. حيث تتلقى الشخصية الرئيسية معادلات خيميائية بدلا من الصيغ السحرية، وعن طريق الجمع بين مجموعة واسعة من المكونات (مثل الشمع، والنفط، والحجر الجيري، والثلج الجاف) يمكن إحداث انفعالات عدة مثل رمي الكرات النارية، وتضميد الجراح، أو إنشاء الدروع.
- سلسلتي «أتيلييه» و«ماناخيميا» (من شركة جاست) مبنيان على الخيمياء بشكل كبير.تحتوي المباريات على المئات من العناصر والوصفات التي يحتاجها اللاعبون في إيجاد أو استمداد أنفسهم. بالإضافة إلى ذلك، فإن كل الأسلحة والمقتنيات يجب أن يتم صناعتها، لأنها لا تباع في المحلات التجارية، الأمر الذي يجعل من الضروري استخدام الخيمياء لإكمال نمو الشخصية.
- لعبة المغامرة عدو زورك (Zork Nemesis) تحوي نظرة معدلة للخيمياء (لتتناسب مع العالم الروائي لزورك) وتستوجب العلم بالعمليات الخيميائية كمفاتيح لحل الألغاز.
- قصة لعبة الفيديو التصميم الأساسي لعام 2003 وهي من سلسلة ألعاب «مهاجم القبر» (Tomb Raider) تعتمد إلى حد كبير على تقاليد وأساطير الخيمياء.
- هاري بوتر وحجر الفيلسوف، كما يوحي الاسم، موضوعه الرئيسي هو الحجر السحري (المسمى بحجر الفيلسوف) والذي يفترض أن يمنح الحياة الدائمة والقدرة على تحويل أي شيء إلى ذهب. في النسخة الأميركية، تم تغيير اسمه إلى «حجر الساحر»، لكن أوجه الشبه بين الحجر السحري في الكتاب وبين حجر الفيلسوف تزال موجودة لا لبس فيها.
- كتاب «الخيميائي» لباولو كويلو يناقش سعي صبي لتحقيق مصيره، وفي طريقه يجد خيميائيا يساعده.
- رواية أخرى لدونا بويد اسمها «الخيميائي»، تتناول حياة مصري خالد ومسيرته في الحياة من مصر القديمة إلى الحضارة الحديثة.
- «الخيميائي: أسرار نيكولاس فلاميل الخالد» للكاتب مايكل سكوت هي قصة توأم، صوفي وجوش نيومان، واللتان تسترشدان في رحلتهما المتنبأة من خلال نيكولاس فلاميل، وهو خيميائي معروف من القرن الرابع عشر.
- قصة قصيرة كتبها هوارد لافكرافت (1908) «الخيميائي».
- الكيمياء القديمة هي واحدة من المواضيع المستخدمة في لعبة وايت وولف الإبداعية (بروميثيان: المخلوق)، والتي تقوم على لعب أدوار تستخدم المزاجات والمعادن الكلاسيكية، كما تعتمد على أفكار الصقل و«ماجنام أوباس».
- في حرب النجوم، يستخدم السيث الخيميائيون (Sith Alchemy) السحر لتخليق وحوش بشعة وغير طبيعية في الجانب المظلم، ولاستدعاء وحوش السيثسبون، وأيضا لتعزيز أسلحتهم، والقيام بمختلف أعمال العرافة المادية. يستخدم دارث بلاجويس (Darth Plagueis)هذا العلم لاكتشاف تقنيات تشبه إكسير الحياة.
- أنتجت الفرقة الأمريكية الغنائية «ثرايس» مجموعة من أربعة شرائط غنائية باسم «فهرس الخيمياء» والتي تدور أغنياتها حول كل من العناصر الأربعة المشاركة في العملية الخيميائية.
- أحد أعضاء المجلس الثلاثي في المغامرة الكارتونية فنتشر براذرز خيميائي، وهو الشخص الذي يسعى للحصول على حجر الفيلسوف.
- انمي ومانجا الخيميائي الفولاذي[30] من تأليف هيرومو أراكاوا

### في الفن المعاصر
في القرن العشرين، تعد الخيمياء مصدرا مهما من مصادر إلهام الفنان السريالي ماكس ارنست، والذي كان يستخدم رمزية الخيمياء في إعلام وتوجيه أعماله. كتب م. وارليك كتاب ماكس ارنست والكيمياء واصفا هذه العلاقة بالتفصيل.
استخدم الفنانون المعاصرون الخيمياء كمصدر إلهام لموضوعاتهم، مثل أود نيردرام (Odd Nerdrum) (كما لاحظ ذلك ريتشارد فاين) والرسام مايكل بيرس ، الذي يهيمن اهتمامه بالخيمياء على أعماله. فأعماله «فاما» و«حلم الطيار» يعبران عن الأفكار الخيميائية على شكل رسوم ٍ رمزية.

## الكيمياء في القرون الوسطى
أشهر شخصية من شخصيات الكيمياء الغربية في القرون الوسطى وخاصة التي تناولت فكرة الحصول على الذهب هو العالم برنارد تريفيزان (Bernard Trevisan) وقد سافر إلى بلاد الإغريق والتتار والقسطنطينية وزار مصر، وخامرته فكرة الحصول على الذهب من الإنسان لأنه تاج الخليقة، ويشكل الذهب ذروة الكمال المعدني، وأراد أن يحل مشكلته الكبرى في أشعة الشمس للاعتقاد السائد قديماً بأن هذه الأشعة هي التي تكون المعادن، وما الذهب إلا أشعة الشمس المتكاثفة التي استحالت إلى جسم أصفر براق. واعتقد بنمو المعادن، حتى أن أصحاب المناجم كانوا يغلقون مناجمهم برهة من الزمن ليعطوا المعادن فرصة التكون. وقد بدد ثروته الهائلة على تلك الأفكار.

## الكيمياء عند العرب والمسلمين
بدأت الكيمياء في الإسلام بالصنعة، ذلك لأن العرب اعتمدوا الكتب المنقولة عن اليونانية، وكتب الإسكندرانيين التي نقلت إلى العربية. ويعتبر خالد بن يزيد بن معاوية أول من اشتغل في علم الصنعة عند العرب، حيث استقدم بعض الرهبان الأقباط المتفحصين بالعربية، كمريانوس وشمعون وغيرهم وطلب إليهم نقل علوم الصنعة إلى اللغة العربية عله يتمكن من تحويل المعادن الرخيصة والأقل أهمية إلى ذهب.
وهكذا وصلت الصنعة إلى العرب بواسطة الإسكندرانيين ممتزجة بالأوهام وقد انتقل هذا المفهوم إلى العلماء العرب فاعتقدوا كاليونان والسريان أن طبائع العناصر قابلة للتحويل، وأن جميع المعادن مؤلفة من عناصر واحدة هي الماء، الهواء، التراب، النار، وسبب اختلافها فيما بينها يعود إلى اختلاف نسب هذه العناصر في تركيبها، فلذلك لو توصلنا إلى حلّ أي معدن إلى عناصره الأساسية، وأعدنا تركيبه من جديد بنسب ملائمة لنسب أي معدن آخر كالذهب والفضة مثلاً، لاستطعنا الحصول على هذا المعدن.
من أجل ذلك قام العلماء العرب بتجارب عديدة، أحاطوها بالسرية التامة، واستعملوا الرموز في الإشارة إلى المعادن فأشاروا إلى الذهب بالشمس، وإلى الفضة بالقمر، فاكتشفوا مواد جديدة، واختبروا أموراً مختلفة، وتوصلوا إلى قوانين عديدة، واستطاعوا أن ينقلوا الخيمياء إلى الكيمياء التجريبية الحديثة على يد علماء مثل الرازي.
وقد تُرجم في العصور الوسطى العليا الكثير من المؤلفات العربية في علم الخيمياء إلى اللغة اللاتينية. أما أولها فهي «رسالة مريانس الراهب الحكيم للأمير خالد بن يزيد»، التي ترجمها المستعرب الإنجليزي روبرت أوف تشستر في يوم 11 فبراير من سنة 1144 تحت اسم «كتاب تكوين الخيمياء» (باللاتينية: Liber de compositione alchemiae).